# 北朝鮮による日本人拉致問題
北朝鮮による日本人拉致問題（きたちょうせんによるにほんじんらちもんだい）とは、1970年代から1980年代にかけて、北朝鮮の工作員や土台人、よど号グループなどが、日本人の人権や日本や欧州の国家主権を無視して、数十人から数百人の日本人を日本や欧州から北朝鮮に拉致した問題である。北朝鮮による日本人拉致事件も参照。

## 概要
日本政府が認定した拉致事案は12件、拉致被害者は17人。北朝鮮側は、このうち13人（男性6人、女性7人）について、日本人拉致を公式に認めており、5人が日本に帰国しているが、残り12人については「8人死亡、4人は入境せず」と主張している。
また、北朝鮮は骨の返還もしている。日本政府は「全員が生存しているとの前提で対処する」との立場をとっている。
北朝鮮は、長年拉致事件への関与を否定してきたが、2002年（平成14年）、平壌で行われた日朝首脳会談で、最高指導者である金正日が日本人拉致を認め謝罪し、再発防止を約束した。しかし、日本人を拉致したことに対する賠償などは、未だに行われていない。
2003年（平成15年）6月5日の衆議院本会議において、内閣総理大臣の小泉純一郎は、拉致問題に関して日本の主権の侵害と国民の生命と安全に対して、大きな脅威をもたらすことから、普通はテロと言えると思うと答弁している。
2007年（平成19年）6月28日に被拉脱北者人権連帯事務総長の都希侖が「ある脱北者によると、日本人の拉致被害者数名が北朝鮮の政治犯収容所で労役についており、2003年7月に両江道北部地域のある政治犯収容所を巡視した時にある労役者のことを日本人拉致被害者だと聞いた」と発言。60歳くらいに見えたその労役者は集団で作業していた人々とは違い、一人で腰を屈めたままボイラーに石炭をくべる作業をしており、警備兵が近くで監視していたといい、収容所の責任者クラスから日本人拉致被害者が3・4人いるという話を聞いたという。
2018年（平成30年）現在、日本政府は総理官邸公式ウェブサイトにおいて、「対話と圧力」という姿勢を継続し、「拉致問題の解決なしに国交正常化はありえない」としている。
また、日本政府認定の拉致被害者の他に、北朝鮮に拉致された疑いが拭えない「特定失踪者」（「#その他の失踪者」参照）の解決も、日本政府は取り組むと明言している。

## 北朝鮮の活動概要
建国当初から武力行使をも辞さぬ形で、朝鮮半島を統一することを標榜してきた北朝鮮は、休戦した朝鮮戦争からの復興事業を一段落させた後、1960年代に入ると、敵対する韓国に対する諜報活動を活発化させた。時には直接的な破壊工作も行ったと言われている。その工作活動は、少なくとも1980年代まで続けられていたことが確認されている。これらについては北朝鮮側からの反論もなされている。
1977年、金正日は、北朝鮮工作員たちに対し「マグジャビ（手当たり次第）」に外国人を誘拐するよう命じた。北朝鮮工作員だった辛光洙は複数人の拉致事件に関与したとされ、その被害者のうちの1人が横田めぐみである。なお、日本政府は長期にわたって辛の身柄引き渡しを求めてきた。
朝鮮戦争の交戦時に韓国側を支援していた日本は国内において、休戦中の1970年代から1980年代にかけ、不自然な形で行方不明となる者が出ていた。警察による捜査や、亡命した北朝鮮工作員や逮捕された土台人の証言などから、北朝鮮による日本人拉致の疑いが濃厚であることが明らかになった。
また朝鮮総連に所属した在日朝鮮商工人の文東建が、日本国内で建造した貨客船を北朝鮮に寄贈した事による昭和51年（1976年）の金日成と文東建のツーショット写真は在日朝鮮人社会に大きな衝撃を与え、北朝鮮への在日送金が始まる事になり、北朝鮮による核開発と核実験が公然と報道されるようになる2000年代後半まで、在日送金は取り締まりや制裁すら一切無く続けられた。その総額を佐藤勝巳は天文学的な金額と書いた。翌年の昭和52年（1977年）には宇出津（うしつ）事件や少女拉致事案が起き、在日送金の始まりとなった貨客船は7年後に北朝鮮兵士をミャンマーに運びラングーン事件を起こし、日本人に成り済まして大韓航空機爆破事件を起こして捕まった北朝鮮工作員である金賢姫の日本語教師は、昭和53年（1978年）に拉致された田口八重子であった。
それまで主として、韓国国内で活動してきた北朝鮮工作員らが、韓国の情報当局の手によって数多く摘発されるなど、韓国の情報当局による北朝鮮工作員への警戒が非常に厳しくなった。そこで在日朝鮮人らを抱き込んで、韓国に入国させての工作活動の遂行が困難になってきた。そのため、北朝鮮当局は日本人に成り済まして、工作員を韓国に入国させる手口が有効であると考え、韓国のみならず、世界各国の出入国に便利な日本人のパスポートを奪取するため、また同時に、工作員を日本人にしたてるための教育係としての利用、あるいは日本国内での工作活動の利便性を向上させる目的で、複数人の日本人を拉致したとの指摘がある。
一方で、特定失踪者問題調査会の調査結果によると、拉致されたもしくは拉致された疑いが濃厚な者（俗に言う1000番台リスト）が失踪前に従事していた職業を詳細に調べた結果「印刷工」「医師」「看護師」「機械技術者」といった、北朝鮮が国際的に立ち遅れている分野を担う職業に集中していることが判明している。また、これらの特殊技能を持った拉致被害者に、日本人の配偶者を与え、家族を人質とすることにより、脱北させないようにするために、日本人を拉致した例も、多くあるのではないかとの指摘もある。北朝鮮には、1970年代にはよど号ハイジャック事件で北朝鮮に「亡命」した日本人男性が少なからずおり、「国家の賓客」として扱われていた。

### 拉致の手口
拉致の実行については、以下のような手口が報じられている。
- 北陸地方や鳥取県など日本海沿岸、鹿児島県や宮崎県など南九州地方の沿岸に工作員を密かに上陸させ、付近を偶然通りかかった若者を（時には暴力的に）拉致する。
- 日本国内に潜入している工作員や土台人が目ぼしいターゲットを決めて接近し、言葉巧みに誘い出し、誘拐する。
- 日本国外に在留、居留する日本人に「仕事の紹介をする」として、北朝鮮に誘拐する。ただし入国までは本人の同意を取り付けていると考えられる。
- 工作員が日本沿岸での工作活動中に目撃されたと思い、目撃者を強引に拉致する。
- 工作員の侵入地点と拉致現場が離れているケースもあり、輸送手段としての自動車の調達、潜伏先や監禁場所の手配などの共犯行為には、現地に土地勘のある在日朝鮮人の土台人が関わった可能性を指摘する声もある。

#### 拉致実行の指令
- A-3放送などの 乱数放送で指令があったとの説が有力。当時の放送はアジア放送研究会がいくつか記録しており、朝鮮語ネイティブでない協力者向けとみられる放送も確認されている[9][10]。
- 公然局である平壌放送、朝鮮中央放送などでも、選曲の順番などを用いて工作員に指令を送ったりもしていたと考えられる

（参考として、日本側への重要な工作指令は万景峰号船内にて直接、口頭にて指令が伝達される）

### 拉致被害者の境遇
一部の拉致被害者は、金正恩の別荘でもあり、外国人賓客の宿泊するホテルとしても使われる「招待所」において、特殊工作機関の常時監視のもと、上述の特殊技能を住み込みで活かした任務や日本語文献の翻訳などに従事させられていたとの指摘がある。脱北者によれば、日本人を含む外国人拉致被害者は、別世界のエリートとして扱われており、彼らとすれ違う際は目を伏せ、顔を見てはならないと厳しく言われていたという。
その日の食事にも事欠いて餓死者も相次いでいる北朝鮮の一般庶民の現状に比べると、拉致被害者たちは優遇された生活を送っていたとされる。招待所では寿司や酢豚などの料理が提供され、名所観光や外国映画を観る機会もあるなど厚遇ではあったが、自由な外出は許されない軟禁状態であったという。2002年に帰国した拉致被害者である蓮池薫の「招待所にいた時は賄い付きだった」「招待所にいる間は、名所観光をしたり娯楽映画などを見たりした」、曽我ひとみ「一般の朝鮮人との接触はない」等の証言がある。
北朝鮮の一般市民との接触は、継続的に特殊工作機関による厳重な監視下に置かれ、常に遮断された状態であった。北朝鮮側は、2004年（平成16年）11月の日朝実務者協議で「死亡」とされた8人の死亡診断書等の資料が捏造であったことを認めた。また、横田めぐみのものとして提供された「遺骨」を鑑定した結果、日本政府は別人のものと判断し、未帰還の多くの拉致被害者は生存していると見ている。拉致被害者はこの他にも多くおり、特定失踪者問題調査会では数百人に及ぶ日本人が拉致されていることを示唆している。
その一方で、生存情報の多くを頼っていた元北朝鮮工作員の安明進が韓国で麻薬密輸・使用で有罪判決を受け、その後姿を見せていないことから、推測や憶測が混じったこれまでの情報の再検証が真相解明の為に不可欠となっている。

### 北朝鮮側の対応
この一連の拉致事件は長い間謎のままであった。冷戦末期の1987年に発生した大韓航空機爆破事件の実行犯である金賢姫の証言から疑惑が浮上したが、国会においては1997年までは国交正常化等の議題になった際に懸案として出る程度であった。
1991年（平成3年）以来、日本政府は北朝鮮に対し拉致事件を提起していたが、北朝鮮側は否定し続けた。
日本では1977年に拉致された中学生の横田めぐみ等に関する実名報道があってから、国会で取り上げられるなど、報道頻度が爆発的に増えた。1997年には拉致被害者の救出を求める議員連盟が発足し、政府が7件10人の行方不明者を北朝鮮による拉致被害者と認めた。北朝鮮側は「拉致は捏造」と主張し、北朝鮮系の在日朝鮮人団体である朝鮮総連なども同様の主張をしていた。
2002年（平成14年）9月17日、内閣総理大臣の小泉純一郎らが訪朝し日朝首脳会談を行った際に、最高指導者の金正日は北朝鮮の一部の特殊機関の者たちが「現地請負業者」（土台人とみられる）と共謀して、日本人を拉致した事実を認め、口頭で謝罪した。これにより、5人の拉致被害者が日本に一時帰国し、間もなく本人たちの意思で日本に残ることとなった。
2004年（平成16年）5月22日、小泉の2度目の訪朝により、先に帰国していた拉致被害者の夫や、子供が日本への帰国を果たした。
しかし、2002年の首脳会談の席で、金正日は「部下が勝手にやったことだ」と北朝鮮が日本人拉致を初めて認め謝罪し、すでに拉致実行組織を解体、拉致を指揮した者を処分したと伝えたが、拉致の実行犯が現在でも英雄扱いされているなど、実際に処分等は行われていない。5人以外の拉致被害者も未だに帰国できていないが、北朝鮮は、日本人拉致問題は解決済みと主張している。
北朝鮮は「日本が解決済みの拉致問題を意図的に歪曲し誇張するのは、日本軍が過去に朝鮮人民に働いた犯罪を覆い隠す為の政略的目的に悪用する為だ」と主張している。一方で「日本が誠意を示せば、何人かは帰す」とも主張している。
北朝鮮は、日本政府が認定した拉致被害者17人のうち、残り12人について「死亡」あるいは「入境せず」として、「拉致問題は解決済み」と説明し、その後の協力を拒んでいるが、日本政府は「拉致問題の解決なしに国交正常化はありえない」との方針により、解決を目指して交渉を続けている。
「北朝鮮による日本人拉致事件」については、マスメディア・更に日本政府内でも、すべて「拉致」と総称しているが、刑法学上はすべて「拐取（海外移送目的拐取）」である。北朝鮮による日本人拉致においては、刑法上の「略取」に当たる事案（加害者による暴力行為を手段として、強制力により被害者の身体を拘束の上で移送した事案）と、「誘拐」に当たる事案（偽計を手段として被害者を騙す等によりその同意を得つつ、身柄を加害者の実力的支配内に置いた上で移送した事案）、国外移送時の状況が不明な事案に分けられる。少女拉致事案・アベック拉致事案・母娘拉致事案・鳥取女性拉致容疑事案は「略取」であり、欧州における日本人男女拉致容疑事案は「誘拐」である。宇出津事件・李恩恵拉致事案・辛光洙事件・元飲食店店員拉致容疑事案など土台人を介したものと見られる拉致事案については「誘拐」の可能性が高いが、国外移送から北朝鮮入境に至る状況の詳細は不明である。

## 政府認定拉致被害者
日本政府が認定した拉致被害者は久米裕、横田めぐみ、田口八重子、濱本富貴惠、地村保志、蓮池薫、奥土祐木子、市川修一、増元るみ子、曽我ひとみ、曽我ミヨシ、松木薫、石岡亨、有本恵子、原敕晁、田中実、松本京子（肩書・年齢は当時、敬称略、被害者家族の決断により実名報道されている）の17人
。この内濱本、地村、蓮池、奥土、曽我ひとみの5名は日本に帰国。
2007年（平成19年）4月12日、警察庁はこれに加え北朝鮮工作員と結婚した日本人女性の子供2人（当時長女が6歳と長男が3歳）が1974年（昭和49年）6月中旬に行方不明になった事案について、複数人の工作員関係者からの証言などから「北朝鮮による拉致被害者と断定した」と正式発表した（2児拉致事件）。よって同事案は政府認定拉致被害者にかかる拉致事件と同様に政府認定の拉致事件であるが、被害者たる子供2人が朝鮮籍であり、日本国民であることを要件とする拉致被害者支援法の認定基準には該当しないため、子供2人は拉致被害者としては認定されていない（2020年12月現在）。

### 宇出津（うしつ）事件
1977年（昭和52年）9月19日拉致
東京都三鷹市役所勤務警備員男性、久米裕（1925年(大正14年)2月17日 - 当時52歳）
石川県宇出津海岸付近にて失踪

### 少女拉致事案
1977年（昭和52年）11月15日拉致
新潟の女子中学生、横田めぐみ（1964年(昭和39年)10月5日(60歳) - 当時13歳）
新潟県新潟市において新潟市立寄居中学校からの下校途中に自宅付近（現中央区西大畑町、新潟大学付属新潟小学校前）にて失踪
新潟県警は、失踪直後から誘拐事件として捜査を行ったが、何の手がかりも得られなかった。失踪から約18年後、1995年6月に韓国の情報機関高官が朝日放送記者である石高健次に、脱北した北朝鮮工作員から聞いた話として拉致された女子中学生の話を述べ、石高はその話を「現代コリア」1996年10月号に載せた。1996年12月、現代コリア研究所所長の佐藤勝巳が新潟市の公務員宿舎での講演後に懇親会でこの記事に言及した際、同席していた新潟県警の警察官から、その少女は1977年に失踪した横田めぐみのことではないかとの声が挙がり、その後同定された。1997年1月、めぐみの両親である横田滋・早紀江夫妻にこのことが伝えられ、メディアでも報道されるようになった。
北朝鮮側の説明によれば、横田めぐみは1986年に結婚し、1987年に一児（キム・ウンギョン）を出産するも、1994年4月（2002年10月の報告では「1993年3月」としていたが後に訂正）に入院先の病院で自殺、1997年に火葬したとしている。2004年11月の日朝実務者協議を通じ、横田めぐみ本人の「遺骨」として提供された骨の一部からは、DNA鑑定の結果、別人のDNAが検出された（「ニセ遺骨問題」も参照）。遺体は未確認。2006年6月29日に行なわれた会見で、横田めぐみの夫とされる金英男は、「めぐみは1994年に自殺した」と述べた。この発言について、彼女の両親である横田滋・早紀江夫妻は「予想通りの証言。こういうことを平気で言わせる国（北朝鮮）にはらわたが煮えくり返るばかりだ」とした。また、官房長官の安倍晋三（当時）も「発言内容は信憑性がない」とした。
帰国した拉致被害者たちの証言によると、1978年（昭和53年）8月18日から1980年（昭和55年）頃まで平壌市内で曽我ひとみと同居し、1984年（昭和59年）頃には平壌郊外の中和郡忠龍里にある日本人居住地で同じく拉致被害者の田口八重子および工作員女性1名と同居していたとされている。1986年（昭和61年）に平壌へ転居した後、1994年（平成6年）頃までは地村夫妻や蓮池夫妻と同じ地区で暮らしていたとされている。
1997年には、朝鮮労働党書記の一人が朝鮮総連を通さずに直接当時の橋本政権に対し非公式に横田めぐみの生存を伝えたという報道 がなされたことがあり（通知が事実であれば当然のことながら1994年死亡という自らの説明と矛盾する）、横田めぐみの火葬をしたとされる「オボンサン火葬場」も、火葬をした1997年当時には無く1999年に建設されたものだと複数人の脱北者が証言している。また、帰国した地村富貴恵が「（自殺より後の）1994年6月にめぐみさんが隣に引っ越してきた」と証言している。また2011年には、韓国自由先進党議員の朴宣映が脱北者から得た北朝鮮高官の話として「横田めぐみは生存しており、知ってはいけないことを知りすぎたため日本に帰すことができず、他人の遺骨を日本側に渡した」とする証言を日本政府に伝えている。さらに週刊朝鮮の報道によって2005年に作成された平壌市民名簿に横田めぐみとみられる記載があったことも確認されている。なお、失踪直後に自宅近くの日本海の方から暴走族の爆音に似た音を近隣住民の多くが聞いていることがわかっており、ジャーナリストの石高健次は、1971年の加賀市沖不審船事件同様に不審船から発せられた船舶用ディーゼルエンジンの音ではないかと推測している。横田めぐみに関して中国では、彼女は病死したのでもなく事故死でもなく自殺でもなく、処刑され、骨は他の処刑者と一緒に火葬したため行方が知れず、故に偽物の骨を提出したという見方もある。
横田めぐみは北朝鮮で金賢姫の同僚工作員である金淑姫に日本語の指導を行っていたとされる。また、金正恩の母が早くに亡くなったため、彼を育て上げたのは横田めぐみとの説がある。

### 李恩恵（リ・ウネ）拉致事案
1978年（昭和53年）6月29日頃拉致
東京の飲食店員、田口八重子（1955年(昭和30年)8月10日 - 当時22歳）
帰国した拉致被害者たちの証言によると、1984年（昭和59年）頃には平壌郊外の中和郡忠龍里にある日本人居住地で横田めぐみおよび工作員女性1名と同居していた
1986年（昭和61年）に平壌へ転居し、10月には地村富貴恵と平壌市内の百貨店で会っている。蓮池薫の証言によると、その後田口八重子は敵工地と呼ばれるところに行ったとされている。
1987年11月の大韓航空機爆破事件で有罪判決を受けた北朝鮮工作員の金賢姫（キム・ヒョンヒ）は、「李恩恵（リ・ウネ）」という女性から日本人の立ち居振る舞いを学んだと主張している。この李恩恵については金賢姫の供述を基に似顔絵が作られ、1988年（昭和63年）頃全国各地に「昭和55年以前に行方不明になったこの女性を知りませんか」というポスターが貼られている。その後埼玉県警警備部の調べで1991年（平成3年）に、「李恩恵」が行方不明となった田口八重子と同一人物であると推定されている。しかし彼女の家庭が複雑な事情を抱えており、まだ幼い子供のことを考慮して、家族より実名報道を控えてほしいとの要請があり、特定には時間を要した。
日本の警察庁から2人の担当官がソウルへ行き、ソウル大使館政治部の警察庁出身の者を同行させ金賢姫と面会した。教育に当たった李恩恵という女性は拉致された田口八重子ではないかということで、同年輩の女性の顔写真10枚ほどが準備された。田口八重子の写真をこの中に混入し、「このなかに教育に当たった女性がいるか」と金賢姫に示した。1枚1枚写真を見ていた彼女は田口八重子の顔写真を見て、「この人です」と言ったという。李恩恵は拉致された田口八重子であることが確認された。2009年3月、金賢姫は田口八重子の親族と釜山で面会した。
地村富貴恵の証言によると、北朝鮮に上陸した際、子供が日本にいるから帰してほしいと訴えたとされている。また、工作員となって海外に渡り、日本大使館に駆け込もうと計画していたが、北朝鮮側に工作員になれないと言われ断念したとされている。
北朝鮮側の説明によれば、田口八重子は1984年に日本人拉致被害者（原敕晁 下記9参照）と結婚、1986年（昭和61年）の同男性の病死後、1986年（昭和61年）7月に自動車事故で死亡したとしている。しかし、北朝鮮側は遺体が洪水で流失したとしており、遺体の確認はされていない。また、李恩恵なる人物の存在を否定している。

### アベック拉致事案（福井県）
1978年（昭和53年）7月7 - 8日拉致
小浜の大工見習い、地村保志（1955年（昭和30年）6月4日 - 当時23歳）、被服店（ブティック）店員、濱本富貴惠（1955年（昭和30年）6月8日 - 当時23歳）
福井県小浜市で拉致。実行犯は北朝鮮工作員、辛光洙（シン・グァンス）である。
2人は1979年（昭和54年）に結婚。1984年（昭和59年）から1986年（昭和61年）まで平壌郊外の中和郡忠龍里にある日本人居住地で暮らした後、平壌市内に転居している。2002年（平成14年）10月に日本に「一時帰国」として返されたが、本人の意思を確認した上で、日本政府が強く保護し北朝鮮に返さなかった。2004年（平成16年）5月22日、日朝首脳会談の結果を受け、娘1人と息子2人も日本に帰国を果たした。

### アベック拉致事案（新潟県）
1978年（昭和53年）7月31日拉致
中央大学法学部生、蓮池薫（1957年(昭和32年)9月29日 - 当時20歳）、化粧品会社社員、奥土祐木子（1956年(昭和31年)4月15日 - 当時22歳）
新潟県柏崎市で拉致。「ちょっと出かける。すぐ帰る。」と言って外出したまま消息を絶つ。同様に奥土も外出したまま両名が拉致される。実行犯は北朝鮮工作員のチェ・スンチョル、ハン・クムニョン、キム・ナムジンである。
2人は1980年（昭和55年）5月に結婚、1984年（昭和59年）から1986年（昭和61年）まで平壌郊外の中和郡忠龍里にある日本人居住地で暮らした後、平壌市内に転居している。2002年（平成14年）10月に地村らと共に日本に帰国。2004年（平成16年）5月、残された子供（1男1女）も日本に帰国を果たした。

### アベック拉致事案（鹿児島県）
1978年（昭和53年）8月12日拉致
電電公社職員、市川修一（1954年(昭和29年)10月27日 - 当時23歳）、鹿児島の事務員、増元るみ子（1953年(昭和28年)11月1日 - 当時24歳）
鹿児島県日置郡吹上町（現在の日置市）、吹上浜キャンプ場で拉致。吹上浜拉致事件とも呼ばれる。
北朝鮮側の説明によれば、2人は1979年7月（2002年10月の報告では「1979年4月」としていたが後に訂正）に結婚したが、市川は1979年9月に海水浴場で心臓麻痺により死亡。増元も1981年に心臓麻痺のため死亡したとしている。しかし、北朝鮮側は、両人とも遺体が洪水で流失したとしており、遺体の確認はなされていない。一方、元北朝鮮工作員の安明進は、北朝鮮が死亡したとした日時の後、1988年から1991年にかけて「何回も二人を見た」と証言している。

### 母娘拉致事案（新潟県）（娘）
1978年（昭和53年）8月12日拉致
佐渡の准看護婦、曽我ひとみ（1959年(昭和34年)5月17日 - 当時19歳）
新潟県真野町（現：佐渡市）において母親と2人で買い物に出かけた帰り道、佐渡で拉致。1978年（昭和53年）8月18日から1980年（昭和55年）頃まで平壌市内で横田めぐみと同居した 後、1980年（昭和55年）8月に元アメリカ兵のチャールズ・ジェンキンスと結婚。1983年（昭和58年）6月に長女出産、1985年（昭和60年）7月に次女出産。2002年（平成14年）10月に日本に帰国。夫および2人の娘については、2004年(平成16年)5月の日朝首脳会談の結果を踏まえ、夫と子ども（2女）は北朝鮮当局の与えた虚偽情報に基づき日本行きを拒否していたが、同年7月9日、インドネシアのジャカルタにて再会し、7月18日一家4人で日本に帰国。北朝鮮は、曽我ミヨシ（46歳）については、「日本国内の請負業者が拉致し曽我ひとみ一人を受け取った」と主張しているが、日本政府は、曽我ミヨシを拉致認定している。

### 母娘拉致事案（新潟県）（母）
1978年（昭和53年）8月12日拉致
佐渡の准看護師の母、曽我ミヨシ（1931年(昭和6年)12月28日 - 当時46歳）
曽我ミヨシは佐渡で上記の准看護婦と買い物帰りに同時に失踪。北朝鮮拉致認定。北朝鮮側は、佐渡の准看護婦の母（失踪時46歳）は北朝鮮に入国していない旨を主張し関与を否定。曽我ミヨシの消息は全く不明。

### 欧州における日本人男性拉致容疑事案
①1980年（昭和55年）拉致
京都外国語大学大学院生、松木薫（1953年(昭和28年)6月13日 - 当時26歳）
1980年（昭和55年）5月頃、欧州にて失踪。北朝鮮側の情報では、本人が北朝鮮行きの勧めに応じたとしている。同年6月にスペインのマドリードにて拉致。松木は、石岡亨と共に「よど号ハイジャック事件」の犯人グループの妻2人（森順子・若林佐喜子）により拉致されたことが警察の調べで判明している。北朝鮮側の情報では、1996年8月23日に自動車事故で死亡したとしている。
2002年（平成14年）9月に派遣された日本政府調査チームは、北朝鮮側より「松木のもの」とする遺骨の提供を受けたが、法医学的鑑定の結果、別人のものであることが確認されている。また、2004年（平成16年）11月の日朝実務者協議の際に先方から提供された松木の「遺骨」である可能性があるとされた骨の一部からも、DNA鑑定の結果、別人のDNAが検出された。
②1980年（昭和55年）5月頃拉致
日本大学学生、石岡亨（1957年(昭和32年)6月29日 - 当時22歳）
1980年5月頃、欧州にて失踪。北朝鮮側の情報では、本人が北朝鮮行きの勧めに応じたとされ1980年6月スペインにて拉致。1980年4月にスペインの動物園でよど号メンバーの妻2人（森順子・若林佐喜子）と一緒に撮影された写真が存在する。
また、石岡亨のパスポートが北朝鮮によって偽造パスポートの原本に利用され、発効日が同じで旅券番号が異なる偽造パスポートが北朝鮮工作員やよど号グループの柴田泰弘や日本赤軍の戸平和夫が使用していたことが確認されている。
北朝鮮側によれば、1985年12月に拉致被害者（下記8-3.有本恵子）と結婚、1986年に長女が誕生するが、1988年11月4日ガス中毒で一家全員死亡したとしている。1995年8月に北朝鮮側は遺体が洪水で流失したと説明しており、遺体の確認はされていない。
※ 警視庁公安部は「よど号」犯人の妻の森順子・若林佐喜子を国際手配し、北朝鮮に対し所在確認と身柄の引き渡しを求めている

### 欧州における日本人女性拉致容疑事案
1983年（昭和58年）7月頃拉致
神戸市外国語大学学生、有本恵子（1960年(昭和35年)1月12日 - 当時23歳）
欧州にて失踪。有本の拉致については、「よど号」ハイジャック犯の柴田泰弘の妻となった八尾恵が、2002年3月12日、「私が有本恵子さんを騙して北朝鮮に連れていきました」と東京地裁で証言している。警視庁公安部は「よど号」犯人の魚本公博を国際手配し、北朝鮮に対し所在確認と身柄の引き渡しを要求している。
北朝鮮側の説明によれば、有本は1985年に石岡と結婚、一児をもうけるも、1988年にガス中毒で一家3人全員が死亡したとしている。しかし、北朝鮮側は遺体が洪水で流失したとしており、遺体の確認はされていない。

### 辛光洙（シン・グァンス）事件
1980年（昭和55年）6月頃拉致
大阪府鶴橋中華料理店「宝海楼」勤務の調理師、原敕晁（1936年(昭和11年)8月2日 - 当時43歳）
宮崎県青島海岸から拉致された本件については北朝鮮工作員、辛光洙が韓国の警察当局に対し中華料理店勤務、調理師男性の拉致を認める証言をしている。本件に関連し、警視庁公安部は辛光洙を国際手配した。辛光洙は1999年12月31日恩赦により釈放。キム・デジュン政権の「非転向長期囚送還」により翌2000年9月2日北朝鮮に送還された。北朝鮮当局は、拉致実行犯は処罰したと説明しているが、一方で辛光洙は拉致実行後に金正日から大きな功績があったとして「国旗勲章1級」を授与され、英雄として北朝鮮の記念切手にもなっている。
北朝鮮側の説明によれば、原敕晁は李恩恵（リ・ウネ）拉致事案の田口八重子と1984年に結婚するも1986年に肝硬変で死亡したとしている。しかし、北朝鮮側は1995年7月遺体が洪水で流失したとしており、遺体の確認はされていない。北朝鮮側の情報では、本人の金儲けと歯科治療の意向を受け、1980年（昭和55年）6月17日 宮崎市青島海岸から連れ去った。警視庁公安部は「宝海楼」の家宅捜索を実施後、工作員の辛光洙、共犯者の金吉旭、指示役で工作機関副部長の姜海龍を国際手配し、北朝鮮に対し所在確認と身柄の引き渡しを要求している。
原には地元長崎市に兄がおり、家族会にも参加していたが、事件がドラマのように取り上げられることを嫌い、メディアに登場することは無かった。そして、帰国を見ることなく、2010年に亡くなっている。
在日韓国人政治犯の釈放に関する要望書に関して
1989年（平成元年）、韓国の民主化運動で逮捕された在日韓国人政治犯の釈放を求める在日韓国人政治犯の釈放に関する要望書が、当時の公明党、社会党、社会民主連合らの議員有志133名の署名とともに韓国政府へ提出された。その際、釈放要望対象者の中に辛光洙らの拉致実行犯・共犯者が含まれていた。
その後、2002年（平成14年）9月に金正日が拉致実行を認めたあとで同年10月19日に当時官房副長官の安倍晋三が土井たか子・菅直人を名指しで「極めてマヌケな議員」と批判する など、署名した国会議員は自民党や共産党から非難された。菅直人は「釈放を要望した人物の中に辛光洙がいるとは知りませんでした。そんな嘆願書に署名したのは私の不注意ですので、今は率直にお詫びしたい」 と謝罪した。公明党は、釈放要求の対象は学園浸透スパイ団事件の首謀者とされた徐勝・徐俊植兄弟で、当時の日本国内における拉致問題の認識は「北朝鮮工作員による拉致の疑い」という程度のもので、実行犯の氏名や犯行内容は全く認知されておらず、辛光洙の関与も明らかではなかったと抗弁し、また社民党も、1984年4月25日の衆議院外務委員会において、社会党の土井たか子が釈放について政府の尽力を求めたことに対し、政府は「内政干渉にわたらない範囲内で人道的配慮を韓国政府に絶えず求めていきたい」と答弁したことにつけ込み ことを非難し、同罪であるなどと転嫁するに至った。一方、共産党は、要望書が提出される1年前の1988年（昭和63年）3月26日の参議院予算委員会において、共産党議員が辛光洙事件について質問しており、署名議員も予算委員として出席しており、当時、公明党が主張するように、署名した国会議員らがそうした事実や疑惑を知らなかったこと自体おかしな話であると批判している。また、共産党は自民党に対しては、自公連立友党の公明党議員の署名について言及しないのは二重基準として批判している。

### 元飲食店店員拉致容疑事案
1978年（昭和53年）6月頃
元ラーメン店店員、田中実（1949年(昭和24年)7月28日 - 28歳）
兵庫県神戸市灘区出身。1978年（昭和53年）6月、北朝鮮からの指示を受けた同店の店主である在日朝鮮人土台人によって、成田空港から日本国外に連れ出された後、ヨーロッパ経由で北朝鮮に送り込まれた。1994年（平成6年）6月、在日朝鮮人男性が平壌で田中という拉致被害者と会ったと兵庫県警に証言した ほか、1996年（平成8年）、別の北朝鮮の元工作員が「北朝鮮工作員と『土台人』のラーメン店店主に誘い出され、ウィーンとモスクワ経由で連れて行かれた」と告白している。この工作員の手記は『文芸春秋』1997年1月号に掲載され、広く知れ渡ることとなった。なお、北朝鮮側は田中が北朝鮮内に入国したことは確認できなかったと主張している。
2018年3月16日に、北朝鮮側が「入国していた」と2014年の日本側との接触の際に伝えられていた事が日本政府関係者から明らかになる。また同時に、田中と同じ児童養護施設出身で神戸市の元ラーメン店店員の金田龍光（被害者未認定。韓国籍）の入国も認めていた。また2019年2月には田中が妻子とともに平壌市内で生活していることや金田にも妻子がいることが北朝鮮から日本側に伝えられていたことが報じられている。内閣総理大臣の安倍晋三（当時）は、この報道の真偽について国会で質問を受け、肯定も否定もせず、「今後の捜査・調査に支障を及ぼすおそれや関係者のプライバシーを侵害するおそれを考慮する必要があることから、お答えを差し控えたい」と答弁している。これについては、田中と金田が児童養護施設出身で身寄りがないため、安倍政権が優先順位をつけてしまっている可能性もある、と批判的な見解も述べられていた。
以上のように、政府見解としては田中・金田両名の生存情報については肯定も否定もせずコメントしないという態度であるが、2021年8月、当時の古屋圭司拉致担当大臣が両名の生存情報と日本政府がそれを受け取らなかったことを認めた。さらに2022年9月、当時の齋木昭隆外務事務次官もその事実を認めた。
その後、2022年9月17日、複数の交渉関係者からの情報として、日本政府が2014～15年頃北朝鮮からこの2名について「一時帰国」の提案を受けていたものの、当時の安倍首相が提案に応じれば拉致問題の幕引きを狙う北朝鮮のペースにはまりかねないと主張し、拒否していたことが報じられている。
拉致被害者認定（2名中、田中実のみ）：2005年（平成17年）4月27日

### 女性拉致容疑事案（鳥取県）
1977年（昭和52年）10月頃
会社員、松本京子（1948年(昭和23年)9月7日 - 当時29歳）
1977年（昭和52年）10月29日午後8時頃、自宅近くの編み物教室に向かうため外出。近所の住人が同日夜に男と見られる2人と話している松本を目撃。話しかけたところ2人のうちの1人から殴りかかられた。その直後に、サンダルの片方を残して失踪。北朝鮮側は、入国を確認できなかったと主張している。日本国内の会社関係者が北朝鮮の貿易会社に電話した際、「キョウコ」と名乗る女性が対応したとの証言がある。また脱北者により北朝鮮では清津市に居住していたとの情報がもたらされているほか、失踪直前に沖合いにて不審船が目撃されていたとの情報もある。2013年（平成25年）5月、ラオスで拘束され北朝鮮に強制送還された脱北者9名の中に松本の子息が含まれている可能性がある、と韓国の一部マスコミが報じたが、脱北を手配した人物に接触した韓国政府がこれを否定した。韓国の拉致被害者家族が組織する「拉北者家族会」は、松本は北朝鮮で結婚したが子供はおらず、2011年（平成23年）頃清津から平壌に移されたとの情報を得ていることを公表、韓国の国家情報院も同様の見方をとっている。しかしこれらの情報について日本政府は「捜査中」であるとの理由から見解を公表していない。
拉致被害者認定：2006年（平成18年）11月20日

## 政府が未認定の拉致事件
2児拉致事件
1973年（昭和48年）12月頃
埼玉県上福岡市（現：ふじみ野市）在住の渡辺秀子が拉致され、工作員グループによって活動拠点だった朝鮮総連第一副議長の金炳植が設立した東京都品川区の貿易会社「ユニバース・トレイディング」の本社内で工作員の男に絞め殺されるとともに、6歳の長女・敬美と3歳の長男・剛の2人が拉致され、1974年（昭和49年）6月に北朝鮮に拉致されたとされる事件。渡辺秀子殺害についての警察の事情聴取では、ユニバース・トレイディング関係者によって「箱に入れ石を詰めて捨てた」「遺棄場所は山形と秋田の県境」などの証言がなされていたが遺体発見にはいたっていない。また拉致した際の世話役として当時55歳だった女とその協力者として2人の男がいたこともわかっておりこの3人は現在も日本にいる模様。事件が公になった当時の国家公安委員長の福田一は「拉致事件は現在も継続中であり時効は成立しない」としていたが、警察はこの3人の逮捕はしておらず事情聴取なども行っていない。
この事件の被害者の国籍が朝鮮籍であったため政府は拉致認定を見送ったが、捜査を行った警察は、拉致であると断定している。

## 拉致問題の推移

### 1970年代
以上のように、日本人拉致は1970年代を中心に実行された。
領海警備を担当する海上保安庁は、当時、武装工作船への対処能力は持っておらず、また拉致そのものが表面化していなかったため、北朝鮮による隠密領海侵犯や土台人の暗躍はまったくの想定外であった。
一方海上自衛隊は、拉致といった刑事事件的な事案に関与する機関ではなく、当時はソ連の潜水艦への対処しか想定していない組織であったため、不審船の領海侵犯には無為無策であった。
北朝鮮工作員の日本国内への侵入は、日本の海上警備を担当する当局の警備能力の低さから、非常に容易な任務であり、元工作員の安明進によると、最も成績の悪い工作員が配属された。
他国に不法侵入して、他国民を拉致する行為は、国家主権を侵害する行為であり、国際法上直接侵略とみなされる。その反面、国家、政府も拉致を実行された自治体も国土、国民を守る体制、拉致後の拉致被害者奪還に対する対応ができていなかった、主権を守れなかったともみなされる。
警察では拉致協力者への取り調べや暗号文の解読により北朝鮮による拉致を把握しつつあったが、成田空港管制塔占拠事件の発生により国内の過激派対策に注力せざるを得なくなったため、拉致への対処が遅れたとも言われる。

### 1980年代
1980年1月7日、産経新聞がマスメディアにて初めて拉致事件の報道をする。タイトルは「アベック3組ナゾの蒸発 外国情報機関が関与?」。記者は産経新聞社会部の阿部雅美。
1980年3月24日、参議院決算委員会において公明党の和泉照雄はアベック失踪事件について質問。この質疑応答においては「北朝鮮」という言葉は出なかったが、北朝鮮による日本人拉致問題に連なる議題が初めて国会で取り上げられる質疑となった。
1988年1月28日、衆議院本会議において民社党委員長の塚本三郎は内閣総理大臣である竹下登の施政方針演説に対し代表質問を行う。その中で大韓航空機爆破事件、「李恩恵」（田口八重子）および金賢姫等に言及するとともに1978年7月から8月にかけて福井県（地村保志・濱本富貴惠）・新潟県（蓮池薫・奥土祐木子）・鹿児島県（市川修一・増元るみ子）において発生した若年男女の行方不明事件、富山県高岡市で発生した若年男女の拉致未遂事件について北朝鮮による犯行ではないかと指摘し、真相究明を求める。この塚本の質問は国会において初めて北朝鮮による日本人拉致について取り上げられたものであったが、竹下からは明確な答弁を得られなかった。

1988年3月26日、参議院予算委員会で日本共産党の橋本敦は1978年7月から8月にかけて福井・新潟・鹿児島の3県において発生した若年男女の行方不明事件、富山県高岡市で発生した若年男女の拉致未遂事件、「李恩恵」および金賢姫等について質問を行う。これに対し国家公安委員長の梶山静六は北朝鮮による拉致の疑いが濃厚であることの見方を示し、真相究明のために全力を尽くす考えであることを表明した。これは北朝鮮による日本人拉致事件の存在を政府が認めた初めての公式答弁である。
これに続き外務大臣の宇野宗佑は北朝鮮による拉致が現時点では仮定の話ではあることを前置きした上で、「我々の主権が侵されていたという問題」「全くもって許しがたい人道上の問題」「強い憤り」「主権国家として当然とるべき措置はとらねばならぬ」と答弁。法務大臣の林田悠紀夫は「我が国の主権を侵害するまことに重大な事件」「判明したならばそこで処置」と、更に警察庁警備局長の城内康光は「一連の事件は北朝鮮による拉致の疑い」、「既にそういった観点から捜査を行っている」と答弁し、北朝鮮による日本人拉致について政府の認識を示した。
しかし、今ならば「だれでもトップニュースと思うだろう」この答弁は、テレビニュースに流れることはなく、読売・朝日・毎日3紙にも掲載されず、産経新聞と日経新聞の夕刊にベタ記事（1段記事）で掲載されただけだった（NHKにも映像が残っていないとされる）。そのため、警察の捜査の進捗状況や事件の真相も明らかにならないまま、一般には半ば知られることなく放置されることになった。

一方、1988年8月、ヨーロッパにおいて北朝鮮工作員・よど号ハイジャック事件犯人関係者に拉致された石岡亨（北海道札幌市出身）と松木薫（熊本県熊本市出身）それに有本恵子（兵庫県神戸市長田区出身）の消息を伝える石岡本人の手紙がポーランド経由で石岡の家族の元に届く。この手紙によって行方が分からなくなっていた3名が北朝鮮にいることが判明した。しかし、松木については、その手紙に正確に住所が記されていなかったため、家族には時間が経ってから知らされた。石岡・有本家は日頃から北朝鮮とパイプがあることをアピールしていた日本社会党系の政治家に助けを求めることにした。石岡の家族は札幌市にある社会党北海道連にも相談したが、「本部に連絡をする。国交がない国なので口外しないように」と言われた。「国交がないから」という言葉は、それ以降も外務省や様々なところで言い訳に使われることとなる。
一方、有本の両親は上京して自民党の政治家に助けを求めることを決め、1988年9月、東京都千代田区永田町の衆議院議員会館に自民党幹事長の安倍晋太郎を訪ねる。安倍は夫妻の訴えを聞き届け、当時秘書だった次男の安倍晋三に夫妻を外務省と警察庁に案内するよう命じ、夫妻はここに至って事の次第を外務省・警察庁に伝えることができた。以後有本夫妻は安倍父子に連絡するようになり、安倍父子はこの問題に取り組むことになるが、1989年6月、晋太郎は癌を発症し入院。幹事長も退任した。以後入退院を繰り返したが、1991年5月、晋太郎は他界した。後継者となった晋三は亡父の地盤を引き継ぎ、1993年、第40回衆議院議員総選挙に立候補し当選。以後国会議員としてこの問題に取り組むことになった。

### 1990年代

#### 家族会の結成
1996年9月、『金正日の拉致指令』が出版される。著者は石高健次（朝日放送）。元北朝鮮工作員からの証言を元に取材し、日本人拉致事件の情報を公にした。
1997年初頭、元北朝鮮工作員で脱北者の安明進の証言が出て事態が動き出す。同年1月23日、新進党の西村眞悟は衆議院予算委員会に「北朝鮮工作組織による日本人誘拐・拉致に関する質問主意書」を提出し、初めて横田めぐみ拉致事案を取り上げ、政府の認識を問うた。
同月新潟県で「北朝鮮に拉致された日本人を救出する会」が発足し、一部の拉致被害者家族が実名公表を決める。これを受け同年2月3日、衆議院予算委員会において西村は大韓航空機爆破事件や文世光事件、金賢姫の著書などに言及しながら横田めぐみ・久米裕・田口八重子・原敕晁らの実名を挙げ、彼らが北朝鮮に拉致されていると明確に指摘した質疑を行い、内閣総理大臣の橋本龍太郎、外務大臣の池田行彦に政府見解を質した。大手マスコミもこれを報道し、当時13歳の中学生少女が拉致されていたという事実の指摘は国民に衝撃を与え、北朝鮮による拉致事件が広く国民に認識される契機となった。
このように国内で拉致問題が初めて大きくクローズアップされるなか、3月25日に「北朝鮮による拉致被害者家族連絡会」（家族会）が結成され、救出活動を開始することになった。また国会内では議連結成の動きが本格化した。4月15日、自民党衆議院議員の中山正暉が会長となり、超党派の議員による「北朝鮮拉致疑惑日本人救済議員連盟」（旧拉致議連）が設立された。同年5月1日の参議院決算委員会において自民党の吉川芳男の質疑に対し、警察庁警備局長の伊達興治（当時）が北朝鮮によって横田めぐみが拉致された疑いがあるとした答弁 し、政府は「7件10人が北朝鮮に拉致された疑いが濃厚」と発表。メディアが拉致問題を一斉にクローズアップした。拉致問題の報道が本格的になると同時に国民の関心も徐々に高まっていった。
拉致問題解決の署名活動が行われ、1997年8月末には60万人、1年後には100万人を越えた。このうち、福井県では地元の拉致被害者の父地村保らの活動により、県民の半数の署名を集めている。

#### 拉致議連の混乱
旧拉致議連において当初中山は「拉致問題が解決するまでは北朝鮮に対して食糧支援を行わない」と発言するなど強硬姿勢を見せ、議連も一致してその原則で臨んでいた。しかし中山は1997年11月に平壌を訪問して以降、急遽各方面に拉致事件否定説を発表するなど不可解な行動を見せた。翌1998年には拉致議連会長のまま日朝友好議連の会長に就任し、政府の政策と矛盾する言動を取り始めた。
中山の態度豹変に対し、北朝鮮に拉致された日本人を救出するための全国協議会（以下、「救う会」）はもとよりマスコミや当時中大生であった憲政史家の倉山満が創設した「中大生（蓮池薫）を救う会」などから疑念と批判の声が上がった。また中山の行動が影響し、旧拉致議連参加議員の中から日朝友好議連にも重複加入する議員が現れるなどしたため、旧拉致議連は活動休止状態に陥った。その後も中山は、2002年3月20日、拉致被害者である有本恵子の母・嘉代子に電話をかけ、「日本人が日本人を連れていったもので、北朝鮮の工作員が関与していないという話の方が有本さんを帰国させやすい」と説明したほか、北朝鮮で会わせることを持ちかけた。会長自らそれまでの方針を勝手に翻し、このような言動を行ったことで家族会の疑念を生むことになった。議連メンバーや救う会関係者、支援者から批判を浴びた中山は「日朝友好議員連盟会長」と「北朝鮮拉致疑惑日本人救済議員連盟」の両会長を辞することになった。
旧拉致議連は後任人事について幹事長の桜井新と事務局長代理の西村眞悟に一任したが、同年4月3日、両名の協議の結果「体制一新が必要」との判断に達し、旧「北朝鮮拉致疑惑日本人救済議員連盟」は解散した。これを受けて同月、石破茂を会長、西村を幹事長、平沢勝栄を事務局長とした「北朝鮮に拉致された日本人を早期に救出するために行動する議員連盟」（新拉致議連）が改めて結成された。同年4月25日の新拉致議連設立総会には衆参国会議員31人と代理30人が参加、家族会・救う会と結束して行動することを確認した。
新拉致議連は当時経済産業大臣だった平沼赳夫や官房副長官の安倍晋三らが賛同、小泉政権もこれを支持するところとなった。また中川昭一・上田清司ら新拉致議連の呼びかけ人に応じた中井洽・古屋圭司ら自民党・民主党・自由党・保守党の超党派の議員が発足当初から参加しているが、公明党・共産党・社民党からの参加はなかった。
一方中山は同年5月7日の昼、赤坂プリンスホテルの中華料理店で「救う会」の役員に「有本恵子さんは生きている」と語ったが、9月21日の12時頃、「救う会」の西岡力が秘書を通じて中山にこの発言の根拠を確認したものの回答はなかった。このような中山の言動は被害者家族はもとより国民の不信感を生み、拉致事件の解決が妨害されたとして真摯な説明と謝罪を求める声が議員辞職後も存在した。

#### 拉致事件捏造説
2002年に金正日が拉致を認めるまで拉致を捏造と主張する個人や団体が存在した。
例えば、弁護士の土屋公献は2002年までは「拉致問題は存在せず、国交交渉を有利に進めたい日本側の詭弁である」、「日本政府は謝罪と賠償の要求に応じるどころか、政府間交渉で疑惑に過ぎない行方不明者問題や『ミサイル』問題を持ち出して朝鮮側の正当な主張をかわそうとしている。破廉恥な行動と言わざるを得ない。」と、講演で繰り返し主張していた。土屋は後に「裏切られたという思い、強い憤りを感じる。北朝鮮政府の言うことを信じ、大勢の人々に対し様々な講演で拉致は無かったと説明してきたことを、申し訳ないと思っている」と語っている (その他辛淑玉・吉田康彦も拉致を否定した)。
団体では社民党が同党のホームページに「韓国安全企画部や産経新聞のデッチ上げの疑惑があり、少女拉致疑惑事件は新しく創作された事件というほかない」と事件の捏造を断定する趣旨の北川広和の論文 を載せていた。
北朝鮮に比較的擁護的だった立場の人々、とりわけ多くの在日朝鮮人や一部の保守系政治家、または左翼系政治家や団体（主に旧社会党、現在の社民党）の中には北朝鮮による日本人拉致問題を政府や右翼による捏造と信じて疑わなかった者が多く、一部では朝鮮人差別を原因とした捏造であると信じていた者もいたとされる。社民党の月刊誌、月刊社会民主1997年7月号では、拉致事件をデッチ上げとした上で、拉致疑惑事件は、日本政府に北朝鮮への食糧支援をさせないことを狙いとして、最近になって考え出され発表された事件なのである、としている。

### 2000年代前半

#### 小泉訪朝まで
2000年4月9日、東京都知事の石原慎太郎は「北朝鮮にら致されていた、いたいけなあの少女1人を救うこともできずに、これは政府の責任である」と前置きし「不法入国した多くの三国人、外国人が非常に凶悪な犯罪を繰り返している」と述べた。また石原は2001年9月30日のテレビで「北朝鮮が日本人150人を拉致した」との趣旨の発言を行い、朝鮮総連が「事実無根で悪意に満ちた暴言。発言の根底には、朝鮮民族に対する深い蔑視と差別の思想がある」と反論した。
和田春樹は『世界』2001年1月および2月号に掲載した論文「『日本人拉致疑惑』検証する」において、「横田めぐみさん拉致の情報は、その内容も、発表のされ方も多くの疑問を生むものである。以上の検討からして、横田めぐみさんが拉致されたと断定するだけの根拠は存在しないことが明らかである」と、北朝鮮の日本人拉致について否定的な見解を示した。このため、翌2002年に北朝鮮が拉致問題を認めて以降、『諸君!』、『正論』等からは激しい批判が加えられるに至った。これについて和田は拉致の存在そのものを否定したわけではないと釈明した。
北朝鮮による拉致が公になった後の、日本政府の動きは鈍かった。拉致被害者の兄である蓮池透によれば、被害者の情報を求めに警察庁に訪れても「捜査上の秘密」と何も得られず、また外務省の嘆願に訪れても「誠意をもって取り組む」と単なる言葉のみだけにすぎなかった。また法務省の人権擁護局に至っては「仕事の範囲外」と、まともに相手にしてくれなかった。拉致事件解決の鈍い動きの反面、この時期の日本政府は、北朝鮮への食糧支援の動きは積極的であった。
救う会は政府機関や与党である自民党本部の前で座り込みをする活動を行った。しかし政府は、2000年、田中真紀子等コメ議員たちの援助積極論の力により、北朝鮮への50万tの国内米の支援を決定した（費用は1100億円）。なお、このときの参議院議員の畑恵は救う会の活動を「暴徒と化している集団」と呼んでいたという。また、野党も、社民党党首の土井たか子は「食糧援助と拉致疑惑は切り離すべき」と主張し、民主党の鳩山由紀夫も、同様の演説をした。
2001年（平成13年）9月11日に、アメリカ同時多発テロ事件が発生、10月30日の参議院内閣委員会にて、出された質問「拉致をテロと認識するか?」に対し、福田康夫（官房長官）は「拉致はテロではない」と、拉致事件への消極的な答弁を行った。
この様な拉致事件への消極的な政治対応が一変する事件が起こった。2002年1月に、北朝鮮工作船による九州南西海域工作船事件が発生、さらに、この年のアメリカ大統領であるジョージ・W・ブッシュの一般教書演説にて、イラン、イラク、北朝鮮を『悪の枢軸』だと発言した。
2002年4月、衆議院ついで参議院にて、「日本人拉致疑惑の早期解決を求める決議」が採択される。4月25日には新拉致議連が発足する。

#### 2002年日朝首脳会談
2002年9月17日、内閣総理大臣の小泉純一郎（当時）が北朝鮮の平壌を訪問し、国防委員長の金正日と会談した（日朝首脳会談）。元北朝鮮外交官の太永浩によると、小泉は拉致を認め被害者を帰国させれば100億ドルを払うとしていた。その席で北朝鮮側は、日本人13人を拉致したことを認め、金正日自らが日本人拉致について、「遺憾なことであり率直におわびしたい。私が承知してからは関係者は処分された」と述べ、北朝鮮側としては「実行者は英雄主義に走ってかかた一部の特殊機関の者による行為」とし、関係者はすべて処罰したと説明した。また、「死亡」したとされる8人に関する「死亡診断書」などの情報を提出したが、これらはすべて捏造であったことを日朝実務者協議（2004年11月）で認めた。日朝平壌宣言では「国交正常化の後」、「経済協力を実施」することとなっているが、日本政府は「拉致問題の解決なくして国交正常化はありえない」と繰返し述べている。

#### 5人の帰国
その後の交渉で、北朝鮮が生存していたとした5人の拉致被害生存者については、一時帰国を条件に2002年10月15日に帰国が実現した。交渉は外務省アジア大洋州局長の田中均（当時）と北朝鮮国家安全保衛部第一副部長の金詰（キム・チョル）という偽名を名乗る人物（正体は副部長の柳京（リュ・ギョン））の間で行われた。田中は「生きている拉致被害者を4人から5人程度出せばいい」と提案、北朝鮮側が了承し、5人の一時帰国が実現した。なお、2002年に北朝鮮による日本人拉致被害者5人が帰国した際、ロシアは裏で重要な役割を果たしていたとされる。
5人の帰国後、日本政府は当人らや拉致被害者家族会の要望などにより、一時帰国した被害者を「北朝鮮へ帰す」ことを拒否し、5人の家族の帰国も要求する方針をとった。このため、北朝鮮側は日本政府に対し「約束違反だ」と主張した。このような北朝鮮当局の抗議により、その後の交渉は、北朝鮮当局が日程を決めないなどした為に中断した。５人を北朝鮮側に帰さないと日本政府側が決めた経緯については、後に当時の官房副長官であった安倍晋三が、自身のフェイスブックで“帰さないという自分の判断は正しかった”と書き込むなど、あたかも自分が進言実現させたことのように述べ、また、世間的にも、他の政府関係者が北朝鮮帰国を前提とする中で安倍と中山恭子（当時、拉致被害者･家族担当の内閣官房参与）のみが帰国に強硬に反対したとの説が広く流布したが、これについて、拉致被害者の蓮池薫の兄である「北朝鮮による拉致被害者家族連絡会」（家族会）の当時副代表であった蓮池透は、この話を否定、その著書においても安倍と中山の両名が拉致被害者らの北朝鮮帰国に反対したことはないとする。これに関し、安倍首相（当時）は2016年1月12日の衆院予算委員会で民主党（当時）の緒方林太郎衆院議員の質問に対し、自身は断固として反対をした、自身の言っていることが真実であることはバッジをかけて言う、言っていることが違っていたら国会議員をやめると答弁、また、中山（当時"日本のこころを大切にする党"代表）は同年1月19日の参院予算委員会で同書を取り上げて、この本は事実と異なることがたくさん書かれている、蓮池は北朝鮮の工作関係者に利用されていると主張した。一方で、自民党の札幌市議のブログに、安倍自身が、札幌で行われた「安倍晋三先生を囲む会」の席上で被害者帰国時の逸話として、2003年1月の段階では蓮池透の主張とほぼ同趣旨の話を語っていたことが記載されていた。2016年4月たまたま当該市議のヤジ発言騒動により、そのブログが注目を受け、ブログ記載のこの記述が気付かれたものの、その後ブログは削除された。

#### 帰国した拉致被害者
- 地村保志・地村（浜本）富貴恵夫妻
- 蓮池薫・蓮池（奥土）祐木子夫妻
- 曽我ひとみ

#### 小泉訪朝後の世論の変化

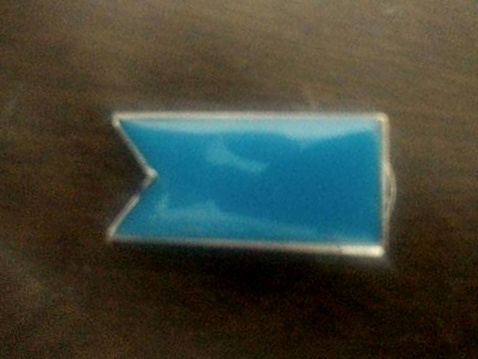
ブルーリボン運動支持を意思表示するブルーリボンバッジ

2002年（平成14年）9月17日の小泉純一郎と金正日による日朝首脳会談（第1回）で、金正日が、一連の拉致事案や工作船事案を認めて謝罪した事で、状況は一変する。マスメディアは連日、日本人拉致問題を報道して北朝鮮を激しく糾弾し、国民の多くは対北朝鮮制裁を強く訴えるようになった。韓国の東亜日報は、当時の日本国民の激怒ぶりを「憤怒」と報じた。
報道におけるタブーとして有名であった「北朝鮮、朝鮮民主主義人民共和国…（以後、北朝鮮と呼称する）」という呼称方法が一斉にマスメディアから姿を消し、単純に「北朝鮮」と呼称する様になった。英語圏に於いては、拉致事案を Kidnap（誘拐）から Abduction（拉致）へと表現を強めた。
日本人拉致問題を「でっちあげ」と言い続けてきた朝鮮総連は、本国に梯子を外された格好となり、急遽記者会見を開き火消しに奔走したが、時既に遅かった。同時に「拉致事件に怒りを覚えた一部の日本人によってチマチョゴリを着用した女子生徒への嫌がらせ事件（チマチョゴリ切り裂き事件）や朝鮮学校生徒への暴言・暴行がある」と、朝鮮総連は主張したが、日本の警察は、それらの事件について、政治的背景はないとの態度をとった。
在日朝鮮人のショックは、相当な物であった。金時鐘は「植民地統治の強いられた被虐の正当性も、これで吹っ飛んだ気にすらなった」と嘆き、「拉致事件に対置して『過去の清算』を言い立てることがいかに、冒してはならない民族受難を穢すことであるかを、私達は心して知らねばならない」と述べた。
北朝鮮に対して、比較的友好的な立場を採っていた人々は、日本世論の大転換を目の当たりにして、日本人拉致事件について言及せざるを得ない状況に追い込まれ、また日本人拉致事件を『捏造』『デッチ上げ』と主張していた人々は、事実認識の誤りを撤回して、謝罪を迫られる状況に追い込まれた。なお、アントニオ猪木のようにこの世論の大転換を疑問視する発言をしている者もいる。ただし猪木は後述のSAPIOでの発言にあるように拉致問題の解決自体に否定的なわけではない。
現在、東京都の都営地下鉄各駅では、北朝鮮による東京都での特定失踪者たちの顔写真を、駅構内にポスターとして貼り付け「東京へ返せ」と訴えている。

#### 2004年日朝首脳会談と拉致被害者家族の「帰国」
2004年（平成16年）5月22日、小泉は2度目の平壌訪問、北朝鮮側との会談を行い、22日中に蓮池・地村夫妻の子供たちが、母の祖国日本へ「帰国」した。また、曽我ひとみの家族は、夫が脱走・亡命した元アメリカ兵であり、アメリカ軍による軍法会議訴追の問題があるため、北朝鮮側に執拗に北京での面会を求められるもこれを拒否し、2004年7月9日にインドネシアのジャカルタで家族と再会。その後、7月18日家族は日本に帰国を果たした。

#### 遺骨問題
DNA鑑定の依頼を受けた帝京大学医学部講師、吉井富夫の鑑定 により、日本政府は「遺骨」とされた骨は別人のものと判断した。但しこの鑑定では本人のDNAが検出されなかったということだけであって、これを以って別人だと断定出来るのかという声があがった（同時に鑑定を行なった科学警察研究所では「判定不能」）。特に2005年2月2日付けの『ネイチャー』誌で指摘されたことで問題が表面化した。
まず「遺骨は火葬されたものであり、DNAは残っていないはず」というものである。DNAは熱に弱いために、火葬された遺骨からDNAが検出される事自体がおかしいのではという指摘がある。
また、コンタミネーション（試料汚染）の可能性も懸念される。帝京大学が行なったDNA鑑定はネステッドPCRという方式をとっているが、この方式は非常に敏感であり、コンタミネーションに由来しない論拠を示す事が非常に重要である。
さらに、吉井はそれまで火葬遺骨鑑定が未経験で当該鑑定が初めてであったことも指摘されている。日本政府はこれらに対し、火葬した骨の一部が熱に十分さらされなかったためDNAが残存していたと説明した。遺骨は鑑定のために使い果たし、再試は困難であるとされている。
一方、元々朝鮮半島には火葬の習慣はなく、火葬されていること自体が北朝鮮の捏造を裏付けるものである、とする主張もある。前述の通り火葬に際しては、日本のように専用の施設を用いたものではなく、開放された空間で行われた、いわゆる「野焼き」に近いものだと日本国内では推定されているが、北朝鮮当局は専用の施設を使って火葬したと説明している。また、北朝鮮側の説明によれば、いったんは土葬された遺体を、離婚した夫が掘り返して火葬し、その遺骨を（現在の妻と住む）自宅に保管していたとされる。
『ネイチャー』はこの問題、特に時の官房長官・細田博之が「記事は一般論を述べており今回のケースでそうであると特定していない」と発言した事について、3月17日号に論説『政治と真実の対決』を掲載して、「日本の政治家たちは、どんなに不愉快でも科学的に信頼できないことを正視しなければならない。彼らは北朝鮮との闘いにおいて、科学的整合性を犠牲にすべきではない」と反論した。更に別人判定を下した帝京大講師がその後に警視庁科学捜査研究所の法医科長となりインタビューが事実上不可能になった事について、『転職は日本の拉致調査を妨害する』（4月7日号） で日本政府を批判している。

#### 小泉訪朝後の政治家の動き
新拉致議連は、2002年（平成14年）9月17日の小泉純一郎の北朝鮮訪問を経て、参加議員が増え始めた。同年9月30日、会長の石破茂が入閣したため、中川昭一が新会長に就任した。
2002年9月の小泉訪朝後、家族会が東京都知事の石原慎太郎に協力要請したことなどがきっかけとなり、救出活動は地方政界にも広がりを見せ、地方議会にも、拉致議連が結成されていった。2003年4月には、新拉致議連結成メンバーの松沢成文が神奈川県知事に、同年8月には上田清司が埼玉県知事となり、国会議員と地方議員・首長が連携した活動が活発化した。同年9月22日、会長の中川が入閣したため代表が空席となったが、平沼赳夫が閣僚から外れたため、同年10月9日、中川・安倍（新たに自民党幹事長に就任）の依頼で平沼が会長に就任した。
2003年11月の第43回衆議院議員総選挙直前の時点で、77名の国会議員が拉致議連に参加。第43回衆議院議員総選挙では、それまで地方議員として救う会などで活動していた大前繁雄（元兵庫県議会議員）が当選し、大前は直ちに事務局次長に就任。更に新たな当選者を加えて、2004年1月には188人に急増、その後も増え続けたが、実際に活動しているのは初期のメンバーが中心であった。加入してもほとんど活動しない議員も多く、2005年8月、拉致被害者家族会会長の横田滋は「拉致議連に入っている国会議員は一部で、実際に活動しているのは数人」と嘆いている。
2004年、日本では特定船舶入港禁止法、改正外為法など、いわゆる「北朝鮮経済制裁二法」が成立した。
青山繁晴は安倍晋三は小泉訪朝は拉致問題全体で見て「失敗」だったと考えていると主張しており、その理由として「小泉さんの個性でもある一発回答、一発解決、大歓喜の声。そういうものを求めるタイプは、強いと言えば強いけれど、そこが弱さの裏腹になってですね、そういう焦りがあったから。北朝鮮は北朝鮮で小泉さんを通じてお金をほしいものだから、焦って乱暴な回答になった」としており、安倍はこれを反省してこれらを否定する方針に切り替えたと述べている。

#### 当時の国際社会の動き

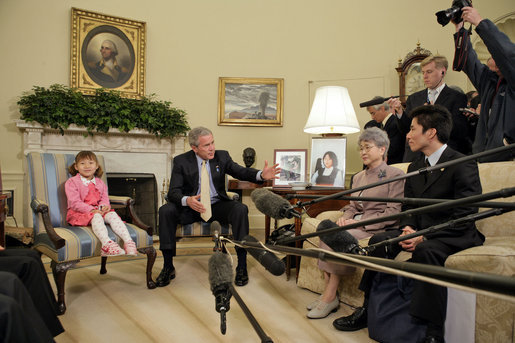
北朝鮮による日本人拉致問題について横田早紀江らと会談する当時のアメリカ大統領であるジョージ・W・ブッシュ 左に座っている少女は瀋陽総領事館北朝鮮人亡命者駆け込み事件の家族の一人

北朝鮮側は「拉致したのは13人だけ」、「問題解決の取り決めで、死亡者8人を除く生存者5人を返したので問題はすべて解決済み」と主張している。しかし、日本側は「問題解決の取り決めなどしていない」と主張し、また、北朝鮮から死亡の証拠として出されたものはすべて捏造であるとしている。2004年5月までに、被害者5人とその子どもたち計10人は北朝鮮から帰ってきた。しかし、未だに残りの多くの被害者の消息は不明のままである。日本政府は、官房長官の細田博之（当時）が、「迅速かつ誠意ある対応がなければ、厳しい対応をとらざるを得ない」と制裁を示唆したが、未だに「誠意ある迅速な対応」がなされていない。政府見解に従えば、制裁の発動はなされていいと考える世論が著しく強い。北朝鮮の最高指導者が拉致に関し謝罪しているにもかかわらず、被害者情報の不審点や矛盾点に対して全容解明には応じないなどの事から、拉致被害者家族会は国連に対してもこの問題に対する協力を要請している。
来日した国連事務総長のコフィー・アナン（当時）は、2004年2月24日の国会演説で、この問題にも言及し、完全解決を希望し、関係者に同情する旨、述べている。
同2004年、アメリカ議会は、上下両院にて「北朝鮮人権法」（North Korean Human Rights Act of 2004）を成立させた。
この法案に対し、南北統一に向けて北朝鮮を刺激したくない韓国与党は懸念の意を示したが、対照的に拉致被害者の家族で構成される、いわゆる「家族会」はアメリカ政府・大統領に対し謝意と敬意を表明した。

### 2000年代後半

#### 2005年
2005年10月30日23時30分（日本時間）から、特定失踪者問題調査会が、北朝鮮向け短波放送「しおかぜ」の放送を開始した。
なお、同会によれば放送目的は下記のような内容である。
放送目的
1. 拉致被害者に対して日本で救出の努力をしていることを伝える
2. 北朝鮮当局に注意しつつ情報を外部に出してもらうよう伝える
3. その他 今後の課題だが、北朝鮮の体制崩壊時などには避難場所等の情報を流すこと等にも使うことを想定

2005年11月2日、イギリスが主導し、日米やEU諸国など45ヶ国による共同提案により北朝鮮非難決議案が国連に提出され、同年12月16日に国連総会で賛成88、反対21、棄権60で採択された。中国・ロシアなどは反対。韓国は最大野党のハンナラ党が政府に対して参加を求めたが、棄権した。決議案は外国人拉致のほか、強制収容所の存在や送還された脱北者の扱いについて「組織的な人権侵害」とし、北朝鮮を名指しで非難している。

#### 2006年
2006年3月23日、警視庁公安部は「原敕晁拉致事件」に関連して、大阪市の中華料理店「宝海楼」や「在日本朝鮮大阪府商工会」などに強制捜査を実行した。2004年に大阪府議会の議員らが告発した事に伴う。中華料理店は原が拉致直前まで勤めていたところ。翌日付の産経新聞などによれば、中華料理店経営の在日朝鮮人男性（74歳）は容疑を全面否認しているという。警察は近く、韓国に在住している共犯者男性（78歳）の逮捕状も取り、韓国政府に引渡しを要求する。ちなみに、2002年に日韓犯罪人引渡条約が結ばれている。
2006年4月11日、日本政府は、拉致被害者・横田めぐみ（当時13歳、1977年拉致）の「夫」の可能性があるとしてDNA鑑定を実施していた韓国人拉致被害者5人のうち、金英男（1978年拉致、当時16歳）が一番可能性が濃厚であるとの発表を行った。これを受けて、家族会は韓国拉致被害者家族会と連携する方向に動き始めた。
これに対し、北朝鮮は6月28日、金英男と母親との北朝鮮国内での再会をセッティングした。さらに翌日に金が会見を行い、「自分は拉致されたのでなく漂流中に北朝鮮に救助された」と主張した。これに対し、横田は金が横田めぐみは1994年に自殺したとする従来の北朝鮮側の主張を繰り返したことと、遺骨がDNA鑑定で偽物とされた事について怒りを表明した。この件において日本側の関係者やマスコミは一切排除されており、日韓の分断を狙ったと考えられる。
2006年9月19日、日本は北朝鮮においてミサイルや大量破壊兵器開発に関係していると疑われている1の個人と15の団体を対象に、国内の金融機関からの預金引き出しや日本国外への送金を許可制として事実上凍結する金融制裁を閣議決定、即日発効した。これはあくまで北朝鮮の核開発疑惑に対する国際包囲網の一部としての措置であるが、当然拉致問題への影響も考えられる。横田夫妻は「日本の北朝鮮に対する姿勢を示している」として評価するコメントを出した。
2006年9月20日、新たな自民党総裁に官房副長官の安倍晋三が選出され、同月26日に第90代内閣総理大臣に就任した。安倍は父・晋太郎の代から拉致問題に関心が高く、2002年の帰国者5人の残留も安倍の意向が大きかったと言われているだけに、拉致問題解決に対する期待が高まった。安倍は早速、拉致問題担当大臣（官房長官の塩崎恭久が兼任）と拉致担当の首相補佐官（中山恭子）を新たに設置し、自ら本部長を務める「拉致問題対策本部」の設置を表明するなど積極的な動きを示したが、相次ぐ国内問題や閣僚の不祥事などで進展のないまま翌年9月26日に総理を辞任した。
2006年10月16日、政府は「対話と圧力」という姿勢を継続し、「拉致問題の解決なしに国交正常化はありえない」との方針を改めて確認した上で、今後の方針を公表した。

#### 2007年
2007年4月、デヴィ夫人訪朝。強制連行問題を先に解決すべきとの見解を示す。
2007年6月29日、韓国の聯合ニュースが北朝鮮の最高指導者である金正日が日本人拉致問題についての徹底調査を指示した、と報じた。
2007年10月9日、日本政府は北朝鮮に対し、日本独自の経済制裁を半年間延長する方針を決定。

#### 2008年
2008年6月11・12日、北京で行われた日朝公式協議において、北朝鮮側は従来の「拉致問題は解決済み」との姿勢を翻し、新たに解決に向けた再調査の実施を表明した。背景にはアメリカが北朝鮮にテロ支援国家指定解除の条件として日朝関係の改善を要求するなどの圧力を掛けた事があると見られるが、調査に日本側がどこまで関与できるのかなど依然不透明な点も多い。
2008年9月1日、総理の福田康夫が辞任を表明。9月24日には自民党幹事長の麻生太郎が第92代内閣総理大臣に就任した。
2008年10月10日、政府は北朝鮮に対する経済制裁の半年間延長を閣議決定。
2008年11月22日、新拉致議連結成メンバーの1人で埼玉県知事の上田清司は、さいたま市浦和区で開かれた「第6回拉致問題を考える埼玉県民の集い」において、「拉致問題と戦う知事の有志の会」（拉致知事会）を発足させることを明らかにした。同会の結成は宮城県仙台市長である梅原克彦の提案によるものである。上田の他東京都知事の石原慎太郎、千葉県知事の堂本暁子、新潟県知事の泉田裕彦、鳥取県知事の平井伸治が発起人となり、全国の知事に参加を呼びかける。当初、岩手県知事の達増拓也ただ一人が不参加を表明したため、同会の会長に就任した石原は「民主党の党首の小沢（一郎）さんの出身地である岩手の知事を除いてですね……何でかは知りませんよ私は」と皮肉った。家族会・救う会・特定失踪者問題調査会・拉致議連と連携して活動する方針。
日米外相会談においてアメリカ国務長官のコンドリーザ・ライスは拉致問題につき「全面的な支持」を表明し、アメリカ六者会合担当特使であるデトラニは、拉致問題の解決が北朝鮮のテロ支援国家指定を解除する条件と述べ、NSCアジア上級部長のマイケル・グリーンが「拉致を含め、人権問題が協議のなかで大きくなっている」と述べるなど、日米両国の間で連携が見られる。また、アメリカ国務省で北朝鮮人権問題を担当する大統領特使のレフコウィッツは、拉致問題解決のため「可能なことはすべてやる」と述べ、全面協力を約束した。しかし、アメリカは北朝鮮に対し、テロ支援国家の指定を解除した。その対応に、拉致被害者家族だけではなく、日本からも、アメリカに対して、批判している。

#### 2009年
2009年2月28日、前航空幕僚長の田母神俊雄が名古屋の市民サークル若宮会講塾主催の講演会「拉致問題と国防」において、北朝鮮による日本人拉致問題をテーマに家族会事務局長の増元照明、特定失踪者問題調査会代表の荒木和博とともに講演を行い、北朝鮮による日本人拉致問題をテーマに名古屋市内で講演し「自衛隊を動かしてでも、ぶん殴るぞという姿勢を（北朝鮮に）見せなければ拉致問題は解決しない」と述べた。田母神は記者会見で「『ぶん殴る』とは具体的には何か」と質問されると「自衛隊を使って攻撃してでもやるぞという姿勢を出さないと、北朝鮮は動かない」と答え、軍事オプションを圧力の一環として威嚇することの重要性を訴えた。
2009年3月2日に産経新聞は、2月上旬の民主党議員と支持者による会合において小沢一郎が「拉致問題は北朝鮮に何を言っても解決しない。カネをいっぱい持っていき、『何人かください』って言うしかないだろ」と発言した、と報じた。民主党はこの記事に対して、民主党幹事長代理から産経新聞社編集局長と政治部長宛に「記事は『事実無根の報道』」 として記事の訂正と謝罪を求めた。これに対し産経新聞政治部長は、3月4日、文書で民主党幹事長代理宛に「正当な取材の結果得られたもので、かつ裏づけもとれているもの」とする旨を回答した。

### 2010年代

#### 2011年
2011年7月6日、拉致問題対策本部本部長を務める菅直人が、拉致事件容疑者親族が所属する「市民の党」の派生政治団体に対し6250万円の献金をしていたことが発覚、拉致家族の抗議や参議院議員である山谷えり子の追及を受け、謝罪した（日本人拉致事件容疑者親族の政治団体への献金問題）。菅は詳細について一切明らかにせず、また返金も求めていない。

#### 2012年
2012年1月9日、民主党の中井洽が中国東北部で北朝鮮日朝国交正常化交渉担当大使の宋日昊と極秘会談した。金正日が死亡してから初めての会談となる。拉致問題などについて話したと見られるが、詳細は公表されていない。

#### 2013年
2013年1月16日、拉致被害者の実弟の増元照明が「遺骨の問題からアプローチして、最終的には国交正常化という道筋を、北は策略していると思います。（中略）その策略には安易に乗らないほうがいいと思います」と発言。民主党参議院議員の有田芳生はこれに対し自身のTwitterで「人道問題を安易に「策略」と判断すれば、日朝交渉など進みはしない」などと述べた。同年3月7日、有田は安倍晋三に対しこれまでの内閣総理大臣が拉致問題施政方針演説で「日朝平壌宣言」「日朝国交正常化」などといった言葉を使っていたにもかかわらず「第百八十三回国会における安倍内閣総理大臣所信表明演説」（平成二十五年一月二十八日）で、拉致問題の解決に触れた際に「日朝平壌宣言」や「日朝国交正常化」などが使われていないと指摘した。
2013年5月14日、内閣官房参与の飯島勲が、安倍政権の要人として初めて北朝鮮の平壌を訪問。官房長官の菅義偉は総理官邸が主導したことを認めた。飯島は15日に朝鮮労働党書記の金永日、16日に平壌で北朝鮮のNo.2の最高人民会議常任委員長・金永南と会談。北朝鮮メディアは表敬訪問と報じたが会談内容は明らかになっていない。この訪朝は日朝対話の再開や拉致問題解決への道筋を探る目的とみられ、賛否両論となった。
安倍晋三は10月22日午前の衆院予算委員会で、北朝鮮による拉致問題について「安倍政権の間に解決させたい」と改めて強い決意を示し、「この問題は圧力に重点に置いた対話と圧力の姿勢でしか解決しない。金正恩第1書記に解決をしなければ北朝鮮の未来はないことをしっかり認識させ、真正面から取り組むよう全力を尽くす」と発言した。
北朝鮮と国交のあるベトナムは、拉致問題の解決に協力したいと、日本に支持を表明している。

#### 2014年 - 2015年
2014年2月、国連の調査委員会は、北朝鮮による拉致や公開処刑などは人道に対する罪に当たると非難する報告書を公表した。北朝鮮による外国人拉致の被害者は世界で20万人を超えるとした。調査委員会のメンバーは、日本人は少なくとも100人が拉致された可能性を指摘し、日本は拉致被害を最も受けた国の一つとした。
2014年5月29日、北朝鮮当局による拉致被害者と特定失踪者を含む「全ての（在朝）日本人」の再調査の約束と日本側の制裁解除を行う事がストックホルムでの日朝協議により合意され、同年6月以降北朝鮮当局（具体的には秘密警察である国家安全保衛部）による再調査が行われた。しかし、翌年以降も被害者帰国はおろか再調査結果の報告すらなく、北朝鮮側は拉致被害者に対しての従来の主張を覆しておらず、日本側は承服しなかった事が複数人の日本政府関係者によって明かされている。北朝鮮が再調査に踏み切った理由として、西岡力は経済状況を挙げており、「国内の外貨が枯渇してきたことで日本に触手を伸ばし始めたと考えられます。裏を返せば、日本が続けてきた北朝鮮への経済制裁が一定の効果を得たという事でしょう」と述べている。
この際行われた調査は、主に在日朝鮮人の帰還事業で北朝鮮に渡った「日本人妻」らを対象に保衛員が接触して所在と帰国意思を確認する形で行われ、日本人妻の一時帰国の準備も並行して進めていた。しかし、調査を巡っては過去に保衛部が政治犯として処分した人物の扱いを巡って困惑が生じており、難航したとされる。特定失踪者を巡っては、帰還事業とは別に本人の自発的な意思（政治的動機、個人的なトラブルや借金・犯罪捜査からの逃亡など）で越北した日本人が「少なからず存在」することが調査過程で判明し、日本側が提示した特定失踪者名簿に記載されている人物の中にこれらの越北日本人が含まれる可能性があると指摘されている。保衛部は越北日本人に関する調査を拉致被害者・日本人妻などに関する調査よりも重点的に行っており、調査過程で接触した越北日本人に対しては日本への帰国を勧めたという。
参議院議員のアントニオ猪木は、『SAPIO』2015年2月号のインタビューで「拉致問題担当大臣が10人以上も代わっているようでは、北朝鮮側もまともな交渉をすることはできない」とし「必要があるのなら、朝鮮労働党幹部と信頼関係を築いてきた私をいつでも使えば良い。選挙で拉致問題のパフォーマンスをしている議員とは違い、自分は命がけでやる」と述べた。

#### 2016年
2016年2月10日、日本政府は北朝鮮による核実験と長距離弾道ミサイルの発射の強行に対して独自の制裁措置を決めた。
2016年2月12日、北朝鮮は日朝合意に基づく日本人に関する包括的な調査を全面的に中止し「特別調査委員会」を解体すると宣言した。
2016年6月9日発売の「週刊文春」に横田夫妻と孫（拉致被害者横田めぐみの娘）とされる人物らの面会写真を公開した。写真は当時民進党に所属していた参議院議員の有田芳生が公開したものであり、2014年3月にモンゴルの首都ウランバートルにある迎賓館で撮影されたもので、拉致被害者で現在も消息不明の横田めぐみの孫で、横田夫妻のひ孫に当たる女児も写っている。それについて横田夫妻は「有田氏から写真を見せられ、一部の週刊誌に掲載する写真だと説明された。」と指摘しており、孫から写真を外に出さないでほしいと約束していたため、どこにも提供していないとしている。なお、有田は無断公開を否定し、「写真の選択をいっしょに行い、時間をかけて原稿も見ていただき、求められた加筆と訂正を行ったうえで『週刊文春』の記事になりました」と横田夫妻と正反対の主張をしている。北朝鮮に拉致された日本人を救出するための全国協議会（「救う会」）は2016年6月9日発売の週刊文春に掲載された有田の署名記事、およびグラビアに対して横田夫妻に確認をとり、「写真は横田家から1枚も何処にも出していません」と連絡を受けている。なお、横田夫妻は 2016年6月8日付けで横田滋・早紀江両名の署名入り「皆様へ」と「マスコミの皆様へ」の2つの手書きコメントを出しており、「皆様へ」には有田の「週刊文春」掲載の写真と署名記事に対する指摘および反論が書かれている。北朝鮮に拉致された日本人を救出するための全国協議会は有田による入手先不明の写真公開について様々な誤解が広がっていることから、横田夫妻に直接話を聞いた。「救う会」は、有田が公開した写真を横田夫妻の所有だと虚偽をマスコミなどに伝えていたことを確認したとして有田を非難するコメントを出したうえで、有田が公開した写真の実際の入手先は北朝鮮以外には考えられないとの見解を出した。横田夫妻は写真の入手先を有田から聞いてはいないという。同年6月22日に開催された東京・文京区民センター「東京連続集会91」において横田早紀江本人の口から正式に有田とは意見が大きく異なる旨が言及された。有田は「週刊文春」の記事について、横田夫妻と公開する写真を選択し、モンゴルでの詳細を聞き、原稿も細かくチェックしたうえで記事にした と主張しているが、横田早紀江本人は「その後の経緯は週刊文春と有田さんだけのことで、どんなものが出るかは私たちは全然知りませんでしたし、こういう文章で書いてくださいと有田さんに渡したものでもありませんし、全くノータッチで、写真の公開を了承しました。」と否定している。
2016年6月23日、外務省アジア大洋州局長の金杉憲治が、中国で北朝鮮外務省米州局副局長の崔善姫と接触し、拉致被害者の帰国が重要であるとの日本政府の立場を伝達した。

#### 2017年
2017年9月19日、アメリカ大統領のドナルド・トランプは、国連一般討論演説において、横田めぐみを念頭に「日本人の当時13歳の少女が拉致された。彼女はスパイの養成に利用された」と述べるとともに、「北朝鮮はすさまじい人権侵害を行っている」と非難した。

#### 2018年
2018年米朝首脳会談でトランプから金正恩に対し、複数回拉致問題に関する提起がなされたとの説明が、アメリカとの事前協議にあたった外務省アジア大洋州局長の金杉憲治から、自民党の合同会議においてなされた。

#### 2019年
2019年2月米朝首脳会談でアメリカ大統領のトランプは再度拉致問題を提起。
2019年5月のトランプ訪日時には2度目となる拉致被害者家族との面会が行われた。拉致被害者家族からトランプに送られた手紙に対し、6月にはトランプからアメリカ大使館を通じて手紙が返信されている。

### 2020年代

#### 2020年
6月5日、拉致被害者家族連絡会の代表を務めた、横田めぐみの父・横田滋が老衰のため87歳で死去。横田の家族は、メディアやジャーナリストなどが安倍政権の拉致問題対応を批判していることに対し、最初に日本国内で拉致が起きている事を報じ、北朝鮮が認める前から北朝鮮の犯行を指摘していたのはメディアでは産経新聞記者の阿部雅美のみだったとし、北朝鮮が拉致などしていないと言い続けられたのは、その他の日本メディアや北朝鮮を支持していた国内左派の支えであるとした上で、「何もやってない人が政権を批判するのは卑怯だ」と批判している。ジャーナリストの門田隆将は、拉致問題に対する日本の左派の態度について、「罪なき自国民の拉致にはなぜか無関心、中国や北朝鮮が相手になると借りてきた猫になる人々。恥ずかしくないです？」と批判し、J-CASTニュースも、朝日・毎日・読売・産経といった主要紙やTVのニュース報道、日本のマスメディア達が横田の家族によるメディア批判をカットしたことを批判している。
6月14日、弁護士の橋下徹は、フジテレビ系『日曜報道 THE PRIME』において「軍事力の行使とかできない現状では、なりふり構わず目的を達成するためには、北朝鮮にお金を払って、それで拉致被害者返してもらうしかない」と提言した。

## 被害者家族組織・支援団体
- 北朝鮮による拉致被害者家族連絡会（家族会、1997年3月結成） - 代表：横田拓也[143][144]、副代表：浜本七郎[145]、事務局長：飯塚耕一郎[143][145]、事務局次長：横田哲也[145]
- 北朝鮮に拉致された日本人を早期に救出するために行動する議員連盟（拉致議連） - 会長：平沼赳夫。
- 北朝鮮に拉致された日本人を救出するための全国協議会（救う会）
- 特定失踪者問題調査会 - 2003年（平成15年）10月に、家族会から分離する形で設立。北朝鮮工作員に拉致された疑いが拭い切れない日本国政府未認定の日本人を調査し、しおかぜで北朝鮮に情報を届ける。
- 曽我さん母娘を救う会 - 会長：菊地廣至、事務局長：臼木優。

## その他の失踪者
この他、数百人の失踪者について、「特定失踪者問題調査会」が「特定失踪者」として情報収集をおこない、北朝鮮による拉致が疑われる程度に応じ0番台リスト - 1000番台リストなどと分類し発表している。なお、特定失踪者問題調査会とは別に「救う会」は政府認定被害者の17人に加えて、7人を拉致被害者と認定している。
また、1963年に叔父2人とともに失踪した寺越武志も北朝鮮による拉致被害者であると各団体から主張されている。
なお、2012年12月28日に、救う会徳島が『行政機関の保有する情報の公開に関する法律』に基づき行った「情報開示請求」により警察庁が公開した情報によると、2012年11月1日時点で「拉致の可能性が否定されない特定失踪者」として、調査・捜査が行われている対象者数が全国で868人にのぼっている。
|                                     | 男性 | 女性 | 合計 |
| ----------------------------------- | ---- | ---- | ---- |
| 各都道府県警単独で捜査中/調査中(人) | 516  | 204  | 720  |
| 複数警察本部共同で捜査中/調査中(人) | 120  | 27   | 147  |
| 警察庁国際テロリズム課で捜査中(人)  | 無し | 1    | 1    |
| 合計(人)                            | 636  | 232  | 868  |

### その他の失踪者に関する団体
- 特定失踪者問題調査会 - 代表・荒木和博

## 年表

### 事件の発生
- 1977年09月19日 - 宇出津（うしつ）事件。久米裕が石川県宇出津海岸で拉致される[147]。
- 1977年10月21日 - 女性拉致容疑事案（鳥取県）。松本京子が自宅近くの編み物教室に向かった際に拉致される[147]。
- 1977年11月15日 - 少女拉致事案。横田めぐみが新潟市において下校途中に拉致される[147]。
- 1978年06月頃 - 元飲食店店員拉致容疑事案。田中実は出国した後拉致される[147]。
- 1978年06月頃 - 李恩恵（リ・ウネ）拉致容疑事案。田口八重子 が拉致される[147]。
- 1978年07月07日 - アベック拉致容疑事案（福井県）。地村保志と濵本富貴惠が拉致される[147]。
- 1978年07月31日 - アベック拉致容疑事案（新潟県）。蓮池薫と奥土祐木子が拉致される[147]。
- 1978年08月12日 - アベック拉致容疑事案（鹿児島県）。市川修一と増元るみ子が拉致される[147]。
- 1978年08月12日 - 母娘拉致事案（新潟県）。曽我ミヨシ、曽我ひとみ母娘が拉致される[147]。
- 1980年05月頃 - 欧州における日本人男性拉致容疑事案。石岡亨と松木薫が欧州滞在中に拉致される[147]。
- 1980年06月中旬 - 辛光洙（シン・グァンス）事件。原敕晁が宮崎県の青島海岸に連れ出され、 拉致される[147]。
- 1983年07月頃 - 欧州における日本人女性拉致容疑事案。有本恵子が欧州にて拉致される。

### 拉致犯罪の表面化
- 1987年11月29日 - 大韓航空機爆破事件。12月1日、金賢姫がバーレーン空港で現地警察に逮捕される。
- 1991年 - 「李恩恵」が行方不明となった田口八重子と同一人物であると判明する。
- 1993年5月 - 北朝鮮が中距離弾道ミサイル・ノドンを日本海に発射[73]。
- 1997年 - 「北朝鮮による拉致被害者家族連絡会（家族会）」が結成される[148]。

### 小泉政権
- 2002年09月17日 - 小泉純一郎第1回訪朝、拉致問題について金正日が謝罪[149]。
- 2002年10月15日 - 拉致被害者5名が帰国[150]。
- 2002年11月05日 - 内閣官房拉致被害者・家族支援室の発足[150]。
- 2003年01月 - 北朝鮮がNPTを脱退[73]。
- 2003年01月 - 第1回の六ヶ国協議開催。
- 2004年05月22日 - 第2回小泉訪朝、地村・蓮池夫妻の家族5名が帰国[151]。
- 2004年07月09日 - インドネシアのジャカルタにおいて曽我ひとみ一家再会、7月18日曽我一家日本に帰国[151]。
- 2005年02月 - 北朝鮮が核保有を宣言[73]。
- 2006年07月05日 - 北朝鮮がミサイル発射、日本政府は経済制裁を含む対応策を発表[152]。

### 第一次安倍政権
- 2006年10月 - 北朝鮮が最初の地下核実験[73]。
- 2007年02月 - 強制失踪に関する国際的な確認と抑止の枠組みとなる強制失踪防止条約に日本が署名（2009年7月締結、2010年11月発効）。

### 麻生政権
- 2008年10月 - アメリカが北朝鮮のテロ支援国家指定を解除[73]。
- 2009年03月11日 - 韓国の釜山において金賢姫は田口八重子の長男飯塚耕一郎と会い、田口八重子は生きていると伝えた[153][154]。
- 2009年04月 - 北朝鮮がテポドン2の改良型とみられるミサイルを日本海に発射[73]。
- 2009年05月 - 北朝鮮が2度目の地下核実験[73]。

### 菅直人政権
- 2010年11月23日 - 北朝鮮が韓国の大延坪島を砲撃（延坪島砲撃事件）[73]。

### 野田政権
- 2011年12月 - 北朝鮮指導者の金正日が死去[73]。

### 第二次安倍政権
- 2013年02月12日 - 北朝鮮が3度目の核実験を実施[155]。
- 2014年03月 - 横田めぐみの両親がモンゴルで孫と面会[156]。
- 2014年05月 - スウェーデンのストックホルムで開催された日朝協議で北朝鮮側が拉致被害者を含む日本人全員の再調査を開始することで合意[73][156]。
- 2014年07月 - 北朝鮮が特別調査委員会を立ち上げ、拉致被害者、行方不明者、日本人遺骨問題、残留日本人・日本人配偶者の4分科会を設置[156]。日本は独自制裁の一部解除方針を発表[73][156]。
- 2014年10月 - 日本政府代表団が平壌で特別調査委員会幹部と面会して早期の報告を要請[156]。
- 2015年07月 - 北朝鮮側が日本側に対して報告の延期を通告[156]。
- 2016年01月6日 - 北朝鮮が4度目の核実験を実施し、水爆実験に初めて成功したと発表[73]。
- 2016年02月7日 - 北朝鮮が人工衛星の打ち上げと称する長距離弾道ミサイルの発射を実施[73]。日本は北朝鮮に対する独自の追加制裁を実施[156]。
- 2016年2月12日 - 北朝鮮が日朝合意に基づく日本人に関する包括的な調査を全面的に中止し「特別調査委員会」を解体すると宣言[120]。
- 2016年09月9日 - 北朝鮮が5度目の核実験を実施[157]。

## 拉致事件をテーマとする作品

### 歌
- 「めぐみ（MEGUMI）」（歌：因幡晃）(2001年) - 横田めぐみに捧げた歌。2001年4月25日、日本でシングルCDとして発売。
- 「国境の風」（歌：南こうせつ）(2003年) - 拉致被害者の蓮池薫はこうせつのファンであり、そのことを知ったこうせつは、蓮池にこの曲を収録したMDを送りそのことはニュースでも取り上げられ、久しぶりにオリコンベスト50にランクインした。のちに政府拉致問題対策本部主催の「みんなの集い」に提供された。
- 「Song for Megumi」（歌：ノエル・ポール・ストゥーキー）(2007年) - 拉致事件解決を願う歌。
- 「翼（つばさ）」（作詞：小林かずまさ 作曲及び歌：藤井秀亮 編曲：逸見良造）(2007年) - 嘗て藤井が北朝鮮旅行でその虚飾を体験し、その約10年後発覚した拉致問題への憤りを動機に製作。商業オファーもあったが敢えて自費出版とした。
- 「母恋し」（作曲：宮良長包 歌：桜井純恵）(2007年) - 歌その物は既存の曲であるが、横田夫妻と交流のあるソプラノ歌手桜井が被害者家族支援を目的に歌っている。
- 「コスモスのように」（作詞：横田早紀江 作曲及び歌：岩渕まこと・由美子夫妻）(2008年) - 横田早紀江が、めぐみとの思い出を元に作詞した曲[158]。
- 「あなたを忘れない」（作詞作曲：稲川和男 歌：増元照明夫妻）(2008年) - コーラスとして横田滋夫妻と支援者が加わっている。
- 「薫の約束」（歌：うらた剛）(2008年) - 熊本中心に介護施設等での音楽ボランティア活動もしているうらたが拉致被害者松木薫の姉の依頼を受け、彼女のしたためた俳句形式の思い出を元に歌にまとめた。
- 「??? (MEGUMI)」（歌：イ・クァンピル）(2009年) - 被害者家族を支援してきた韓国人歌手。作品集『missing』および『missing2 -in the dream-』に収録。後者作品は日本語訳詞で歌唱[159]。
- 「Asleep At The Wheel」（歌：ピーター・フランプトン）(2010年) - アルバム『サンキュー ミスター・チャーチル』に収録。横田めぐみの拉致事件を題材にしている[160]。なお、同アルバムに収録されたインストゥルメンタル「リベルテ組曲」の前半「Megumi」も、横田めぐみに捧げられている[160]。
- 「空と海の向こう」（歌：山口采希）(2014年) - 拉致事件解決を願う歌。2012年秋に拉致被害者救出活動の象徴「ブルーリボン」をファンから渡されたのがきっかけで拉致問題に関心を持ち、問題を知るにつれ「こんなにも多くの人が被害に遭っていたことを、自分は知らなかったのか」と愕然としたといい、自らにできる事はないかと探った結果、この曲を制作するに至った。歌詞について山口は「被害者の家族や支援する人々の思いを、より多くの人に伝えたい。複雑な問題だからこそ、シンプルな歌詞にしたかった」と述べている。オリコンのデイリーチャートで初登場7位を獲得し、話題となった[161]。
- 「Missing Persons」（作詞作曲：桑田佳祐 歌：サザンオールスターズ）(2015年) - アルバム『葡萄』収録。 拉致事件解決を願う歌詞となっており、「MEGUMI」とは横田めぐみの事である[162]。ローソンで配布された「スペシャルマガジン 総力特集 サザンオールスターズ『葡萄』」では週刊文春の取材により石高健次、西岡力、五味洋治による拉致問題・北朝鮮外交についての解説と、横田めぐみの両親であり、かねてからサザンの楽曲を好んで聴いていたという横田滋・早紀江夫妻が登場し、この曲を絶賛するコメントが掲載された[163]。横田夫妻は実際に当楽曲を歌詞カードを追いながら聴き、時折滋・早紀江共々笑みを浮かべ、聴き終わると拉致問題が表面化されておらず横田夫妻を含めた一部の人物しか声を上げていなかった頃を回想し、「有名な方が拉致問題のことを歌ってくれたらと昔から思っていました。ですから、今ようやくその願いが叶った気がします」[164]「この歌のとおりですね。本当にありがとうございます」[165] と述べている。かねてから桑田は拉致問題の解決を求める楽曲を何度か制作しており[注釈 9]、自身の立場を「或る特定の主義や思想の持ち主でもリベラリストでも右でも左でもない」（これについては桑田佳祐#思想・哲学も参照の事）「日本政府には解決に向けてもっともっとがんばっていただきたいという思いがあるだけだ」とし、さまざまな報道を通してなかなか状況が進展しない様子や拉致被害者の家族の辛い心情と、逆風の中で解決を訴えていく現状を察知し[166][167]、この曲を「『ここからどうにもできないの?』といったシンプルなクエスチョン」と「解決を訴え続けている方々へのエール」と位置付けている[167]。
- 「願いの色、灯りをともせば」（歌：山口采希）(2016年) - 拉致事件解決を願う歌。前作と同様シンプルな歌詞となっており「私の歌でなく、解決を願うすべての人の歌として全国に広まってほしい」と話している[168]。

### 漫画／アニメ
- 『めぐみ』（画：本そういち） - 横田めぐみを題材にしたドキュメンタリー漫画。
  - 『めぐみ』 - 上記を原作としたWebアニメで、政府「拉致対策本部」が配信を開始。コピー・転載が完全に自由である。
- 『母が拉致された時僕はまだ1歳だった』（画：本そういち） - 田口八重子の長男、飯塚耕一郎を題材にしたドキュメンタリー漫画。
- 原作：蓮池透、作画：本そういち 『奪還』 双葉社

### 映像
- 『めぐみ 引き裂かれた家族の30年』（監督：クリス・シェリダン及びパティ・キム） - 米国のドキュメンタリー映画。（原題：Abduction: The Megumi Yokota Story）
- 『希望と絶望に揺れる26年…今明かされる拉致の恐怖 家族たち苦闘の真実』（2003年5月14日 - 竹下景子、加藤剛主演のドキュメントドラマ特別企画、テレビ東京。）
- 『拉致 私たちは何故、気付かなかったのか!』 - 拉致被害者家族の救出活動を収めたドキュメンタリーDVD。日本コンパクトディスク・ビデオレンタル商業組合が企画・制作し、加盟する全国のレンタルビデオ店にて無料貸し出しを実施。
- 『トゥルーノース』（2020年） - 北朝鮮の強制収容所の実態を描いた映画。劇中に拉致された日本人女性が登場する。
- 『雀色の永訣 / From Here To.』(2020年) - 愛する家族を失った二人を 一つの場所と五つの時代で映し出した中長編映画。 姿を消した妹への思いと深い後悔。 残された者の葛藤をドキュメンタリータッチで描いている。
- 『めぐみへの誓い』（2020年） - 横田めぐみら拉致被害者とその家族の苦悩と闘いを描いた映画。

### 演劇
- 『めぐみへの誓い』（劇団夜想会2010年1月26日初演 舞台演劇 脚本及び演出：野伏翔 横田夫妻役に小野寺昭 川上麻衣子） - これ迄の情報としての拉致問題・救出活動から発想を一歩進め、多くの資料から類推できる「北朝鮮での拉致被害者の境遇」その物を中心に据え、工作員遭遇から連れ去られる迄、そしてその後の家族・政府の動きなどを結び付ける形で拉致問題を描く。

### 小説
- エリック・ファーユ著『エクリプス』(松田浩則訳、水声社、2016年) - 日本を舞台にした『長崎』でアカデミー・フランセーズ小説大賞を受賞したフランスの作家エリック・ファーユが、新潟市内で中学からの帰宅途中に拉致された女性、佐渡で母親と買い物に行った途中で拉致された女性らを主人公として小説化。ファーユは日本で緻密な取材を行った上で本書を執筆した[169]。
- 荒木和博著『「希望」作戦、発動　北朝鮮拉致被害者を救出せよ』(晩聲社、2021年) - 特定失踪者問題調査会および予備役ブルーリボンの会代表の荒木和博氏による、拉致事件とその被害者救出を描いたある種のシミュレーション小説。拉致にかかわった工作員、そして現地協力者たちの心情をできる限り公正に、時には愛情をもって描き出そうとしている[170]。